# 井笠鉄道機関車第2号形蒸気機関車
井笠鉄道機関車第2号形蒸気機関車（いかさてつどうきかんしゃだい2ごうがたじょうききかんしゃ）は、井笠鉄道に在籍した蒸気機関車の1形式である。

## 概要
開業以来順調に増加する乗客、貨物に対応すべく、井笠鉄道は形式機関車第弐號、番号4として1917年11月10日に運転整備重量12.2tで軸配置B1の水管ボイラー搭載機関車の設計認可を所轄監督省庁である鉄道院から得た。
この水管ボイラーは、当時東京府荏原郡池上町に所在した宮原機械研究所が特許権を保有していた宮原式水管缶と呼ばれる、艦船用としては実績のある構造のものであった。
水管ボイラーには原理上、火室で直接水管を加熱するため伝熱面積が通常の煙管ボイラー搭載車と比較して同条件で1/3程度の面積で済むという、熱効率の点で大きなメリットがある。だが、高温・高圧となる上に複雑な形状の水管を備えた水管ボイラーを、艦船と比較して振動の多い鉄道車両に車載するには技術的な困難が多かったく。
宮原式水管缶を搭載した機関車は、当時和歌山県下に存在した小私鉄の山東鉄道および有田鉄道の2社が実際に購入したものの不成功に終わり、導入を目論んだもう1社の流山鉄道に至っては、完成時のボイラー検査に合格せずキャンセルされるという有様であった。
先発各社での水管ボイラー機関車の不首尾露呈を見た井笠鉄道は、一旦新造を目論んだ4号機関車の発注キャンセルを決断した。これに伴い同社は1919年4月13日付で「機関車増強認可取消申請書」を鉄道院に提出したが、機関車増備自体は必要な状況であり、別途煙管ボイラーを搭載する通常構造の蒸気機関車の認可申請を合わせて同院に提出した。
しかし鉄道院は、一旦設計審査を行って妥当であると認めた設計を取り消すことが立場上できなかった。そのため問題の水管ボイラーを搭載する4号機関車についての認可取消を認めず、別途提出された煙管ボイラー搭載機関車の設計認可申請についても認可を与えなかった。
ただし鉄道院はこれらの申請について、既認可の4号機関車について全面的な設計変更を行い、却下された別途提出分の機関車と同一設計の煙管ボイラー搭載車に設計を改めるための書類申請と見なして諸手続きを行った。これは実質的に既認可の4号機関車を取り消して新設計の機関車を認可したのと同じ結果が得られる処理で、監督省庁としての鉄道院の権威を損ねず、しかも問題のあった特殊構造の機関車を通常構造の機関車に振り替えたいという井笠鉄道の希望を叶える、一種の弥縫策であった。これらの手続きにより、井笠鉄道は同年同月22日付で4号機関車の設計変更認可が得られることとなった。
こうして購入されたのが、大日本軌道鉄工部1918年4月製の12t級C型機である。これは既存の1 - 3の続番として4とナンバリングされた。

## 構造
運転整備重量12.19t、軸距1,676mm（838mm+838mm）、出力70PSのC型飽和式単式2気筒サイドタンク機である。
これはその構造から、ボールドウィン製のトラムロコを模倣した超低重心の「へっつい」型機関車で出発し、コッペルなどの欧米メーカー製品の模倣を経て独自の形態を確立しつつあった大日本軌道→雨宮製作所の当時の標準設計品であり、同型機としては栃尾鉄道3、宇和島鉄道4などが存在した。
この種の小型機としては珍しくウェルタンクを持たない純然たるサイドタンク機であるが、瀬戸内海式気候で年間を通じて降水日数が少なく、給水施設の設置駅が限られる井笠鉄道本線の事情から大容量の水タンク搭載が必要となり、ボイラ左右に設けられた水タンクはボイラ上の蒸気ドーム最下辺が隠れるほど背の高い大型のものとなった。このサイドタンクはリベット組み立ての箱形で弁装置の保守用に側面下部中央に欠き取りが設けられており、石炭庫は運転台後部の妻面窓下に張り出して設けられていた。
弁装置は一般的なワルシャート式で、その他取り立てて新奇な機構は採用されておらず、総じて堅実な設計であった。
連結器はピン・リンク式で、新造時には中心高さが349mmであったが、両備鉄道との直通に備えて1925年1月15日付けで同社車両と同じ501mmに引き上げ改造が実施されている。
ブレーキは片押しシューによる手ブレーキに加え、蒸気ブレーキを装備していた。

## 運用
入線後、早速本線運用に投入されたが、特にバック運転時などに脱線事故が多発して死傷者を出したため、4を「死」に通じるとして忌番扱いにし、本形式は1927年6月21日に鉄道省へ番号変更届を提出して8（初代）に改番された。
しかし、当然のことながらこれは問題の根本的な原因、つまり機関車本体の構造的な欠陥の是正を図るものでは無く、何ら問題の解決には寄与しなかった。
このため改番後も脱線癖は全く解消されず、結局本形式はコッペル製の準同級機である6・7が出揃った段階で事実上不要となった。
更にその後、旅客列車の頻発運転用としてガソリンカーの導入が進んだことから最終的に1935年2月25日付で除籍された。

### 譲渡
廃車後、本形式は車両ブローカーとして有名であった小島栄次郎工業所経由で佐世保鉄道に売却されて同社19となり、更に同社線の戦時買収にかかる国有化で国鉄狭軌軽便線用機関車としての形式が与えられて形式ケ218形、記号番号ケ219となった。
以後、松浦線となった旧佐世保鉄道線区間の改軌工事進展で1944年に廃車となり、翌1945年3月に日本鉱業佐賀関鉄道に払い下げられて同社ケ219となった後、1950年まで使用された。ところが、戦時体制下での戦略物資輸送に関わる路線への払い下げであったためか入線にあたって何らかの錯誤があったらしく、同車については各種認可申請手続きが行われなかった。その後は未認可のまま公然と使用され、廃車に当たっても（そもそも設計認可手続きが行われていないため）廃車届が運輸省に受理されなかった。最後はうやむやのままになったようである。
廃車後の処置は解体である。

## 主要諸元
- 型式 : Cサイドタンク式
- 全長 : 5,620mm
- 全高 : 3,048mm
- 全幅 : 1,981mm
- 動輪径 : 609mm
- 軸配置 0-6-0（C）
- 弁装置 ワルシャート式
- シリンダー（直径×行程） 229mm×305mm
- ボイラー圧力 11.2kg/cm2
- 火格子面積 0.42m2
- 全伝熱面積 15.61m2
- 運転整備重量 : 12.19t
- 最大軸重 4.06t
- 水タンク容量：1.27t
- 燃料積載量：0.27t
- 機関車性能
  - シリンダ引張力：2,670kg
  - 動輪周馬力：70PS
- 燃料種類 : 石炭
- ブレーキ装置：手ブレーキ

## 同形機

### 宇和島鉄道
同形機としては、1918年（大正7年）に宇和島鉄道が導入した4号機がある。こちらも導入後の使用成績は不良で、同鉄道ではあまり使用されなかった。その後の同社の機関車の増備は井笠鉄道と同様に、ドイツからの輸入が再開されたことから1 - 3号機と同形のコッペル製に戻っている。
この4号機は1933年（昭和8年）8月1日の宇和島鉄道国有化に際し鉄道省形式ケ230形、記号番号ケ230と改番することとされたが書類上の手続きにとどまり、現車は休車状態のまま番号の書き換えは行われず1934年（昭和9年）にそのまま廃車された。
廃車後は、鉄道省から栗原軌道に譲渡されたことになっているが現車の移動は行われず、直接佐世保鉄道に渡っている。この間の経緯については詳らかでないが、井笠鉄道4→8と同様に車両ブローカーの小島栄次郎が譲渡に関与している。
佐世保鉄道では18と称し、同社の国有化に際しては一度（書類上だけとはいえ）ケ230形という鉄道省形式を与えられていたにもかかわらず、上述の経緯で佐世保鉄道19となっていた元井笠鉄道4→8と共に他の佐世保鉄道買収車と連番となる鉄道省形式が別途与えられ、形式ケ218形、記号番号ケ218と改番された。本機は改軌工事完成まで松浦線で使用され、工事完成後の1944年7月に廃車された。